# Seznam kostelů v okrese Žďár nad Sázavou
Seznam kostelů v okrese Žďár nad Sázavou

## Existující kostely

### Římskokatolické kostely
| Název                                               | Obrázek                                             | Galerie Commons                                                                                          | Místo                              | Ochrana                                          | Popis                              | Souřadnice |
| --------------------------------------------------- | --------------------------------------------------- | --- | ---------------------------------- | ------------------------------------------------ | ---------------------------------- | ---------- |
| bazilika Nanebevzetí Panny Marie a svatého Mikuláše | bazilika Nanebevzetí Panny Marie a svatého Mikuláše | Kategorie „Bazilika Nanebevzetí Panny Marie a svatého Mikuláše“ na Wikimedia Commons                     | Žďár nad Sázavou                   | kulturní památka                                 | …                                  |            |
| kostel Božího milosrdenství a svaté Faustyny        | kostel Božího milosrdenství a svaté Faustyny        | Kategorie „Church of the Divine Mercy and Saint Faustina (Slavkovice)“ na Wikimedia Commons              | Slavkovice, Nové Město na Moravě   | ne                                               | …                                  |            |
| kostel Jména Panny Marie                            | kostel Jména Panny Marie                            | Kategorie „Church of Holy Name of Mary (Březí)“ na Wikimedia Commons                                     | Březí                              | kulturní památka                                 | …                                  |            |
| kostel Nalezení a Povýšení svatého Kříže            | kostel Nalezení a Povýšení svatého Kříže            | Kategorie „Church of the Finding and of the Exaltation of the Holy Cross (Moravec)“ na Wikimedia Commons | Moravec                            | ne                                               | …                                  |            |
| kostel Nanebevzetí Panny Marie                      | kostel Nanebevzetí Panny Marie                      | Kategorie „Church of the Assumption of the Virgin Mary (Netín)“ na Wikimedia Commons                     | Netín                              | kulturní památka                                 | …                                  |            |
| kostel Nanebevzetí Panny Marie                      | kostel Nanebevzetí Panny Marie                      | Kategorie „Church of the Assumption of the Virgin Mary (Nové Město na Moravě)“ na Wikimedia Commons      | Nové Město na Moravě               | kulturní památka                                 | …                                  |            |
| kostel Narození Panny Marie                         | kostel Narození Panny Marie                         | Kategorie „Church of the Nativity of the Virgin Mary in Jimramov“ na Wikimedia Commons                   | Jimramov                           | kulturní památka                                 | …                                  |            |
| kostel Navštívení Panny Marie                       | kostel Navštívení Panny Marie                       | Kategorie „Kostel Navštívení Panny Marie (Obyčtov)“ na Wikimedia Commons                                 | Obyčtov                            | kulturní památka                                 | …                                  |            |
| kostel Nejsvětější Trojice                          | kostel Nejsvětější Trojice                          | Kategorie „Church of Holy Trinity (Bystřice nad Pernštejnem)“ na Wikimedia Commons                       | Bystřice nad Pernštejnem           | kulturní památka                                 | …                                  |            |
| kostel Nejsvětější Trojice                          | kostel Nejsvětější Trojice                          | Kategorie „Holy Trinity Church (Velké Meziříčí)“ na Wikimedia Commons                                    | Velké Meziříčí                     | kulturní památka                                 | hřbitovní                          |            |
| kostel Nejsvětější Trojice                          | kostel Nejsvětější Trojice                          | Kategorie „Holy Trinity Church (Žďár nad Sázavou)“ na Wikimedia Commons                                  | Žďár nad Sázavou                   | kulturní památka                                 | hřbitovní, někdy uváděn jako kaple |            |
| kostel Panny Marie Pomocnice křesťanů               | kostel Panny Marie Pomocnice křesťanů               | Kategorie „Church of Saint Mary of Help (Moravské Křižánky)“ na Wikimedia Commons                        | Moravské Křižánky, Křižánky        | ne                                               | …                                  |            |
| kostel Povýšení svatého Kříže                       | kostel Povýšení svatého Kříže                       | Kategorie „Chapel of the Exaltation of the Holy Cross (Nyklovice)“ na Wikimedia Commons                  | Nyklovice                          | ne                                               | …                                  |            |
| kostel Povýšení svatého Kříže                       | kostel Povýšení svatého Kříže                       | Kategorie „Church of the Exaltation of the Holy Cross (Uhřínov)“ na Wikimedia Commons                    | Uhřínov                            | ne                                               | …                                  |            |
| kostel svatého Bartoloměje                          | kostel svatého Bartoloměje                          | Kategorie „Church of Saint Bartholomew (Bobrůvka)“ na Wikimedia Commons                                  | Bobrůvka                           | kulturní památka                                 | …                                  |            |
| kostel svatého Bartoloměje                          | kostel svatého Bartoloměje                          | Kategorie „Church of Saint Bartholomew (Košíkov)“ na Wikimedia Commons                                   | Košíkov, Velká Bíteš               | kulturní památka                                 | …                                  |            |
| kostel svatého Bartoloměje                          | kostel svatého Bartoloměje                          | Kategorie „Church of Saint Bartholomew (Radostín nad Oslavou)“ na Wikimedia Commons                      | Radostín nad Oslavou               | kulturní památka                                 | …                                  |            |
| kostel svatého Bartoloměje                          | kostel svatého Bartoloměje                          | Kategorie „Church of Saint Bartholomew (Rozsochy)“ na Wikimedia Commons                                  | Rozsochy                           | kulturní památka                                 | …                                  |            |
| kostel svatého Havla                                | kostel svatého Havla                                | Kategorie „Church of Saint Gall (Rožná)“ na Wikimedia Commons                                            | Rožná                              | kulturní památka                                 | …                                  |            |
| kostel svatého Havla                                | kostel svatého Havla                                | Kategorie „Church of Saint Gall (Sulkovec)“ na Wikimedia Commons                                         | Sulkovec                           | kulturní památka                                 | …                                  |            |
| kostel svatého Jakuba Staršího                      | kostel svatého Jakuba                               | Kategorie „Kostel svatého Jakuba Většího (Bukov, Žďár nad Sázavou District)“ na Wikimedia Commons        | Bukov                              | kulturní památka                                 | …                                  |            |
| kostel svatého Jakuba Většího                       | kostel svatého Jakuba                               | Kategorie „Church of Saint James the Greater (Dalečín)“ na Wikimedia Commons                             | Dalečín                            | kulturní památka                                 | …                                  |            |
| kostel svatého Jakuba Staršího                      | kostel svatého Jakuba                               | Kategorie „Church of Saint James the Greater (Osová Bítýška)“ na Wikimedia Commons                       | Osová Bítýška                      | kulturní památka                                 | …                                  |            |
| kostel svatého Jakuba Staršího                      | kostel svatého Jakuba                               | Kategorie „Church of Saint James the Greater (Ostrov nad Oslavou)“ na Wikimedia Commons                  | Ostrov nad Oslavou                 | kulturní památka                                 | …                                  |            |
| kostel svatého Jakuba                               | kostel svatého Jakuba                               | Kategorie „Church of Saint James the Greater (Velká Losenice)“ na Wikimedia Commons                      | Velká Losenice                     | kulturní památka                                 | …                                  |            |
| kostel svatého Jakuba a Filipa                      | kostel svatého Jakuba a Filipa                      | Kategorie „Saints James and Philip Church (Pavlov)“ na Wikimedia Commons                                 | Pavlov                             | kulturní památka                                 | …                                  |            |
| kostel svatého Jana Křtitele                        | kostel svatého Jana Křtitele                        | Kategorie „Saint John the Baptist church in Měřín“ na Wikimedia Commons                                  | Měřín                              | kulturní památka                                 | …                                  |            |
| kostel svatého Jana Křtitele                        | kostel svatého Jana Křtitele                        | Kategorie „Church of Saint John the Baptist (Svratka)“ na Wikimedia Commons                              | Svratka                            | kulturní památka                                 | …                                  |            |
| kostel svatého Jana Křtitele                        | kostel svatého Jana Křtitele                        | Kategorie „Church of Saint John the Baptist (Velká Bíteš)“ na Wikimedia Commons                          | Velká Bíteš                        | kulturní památka                                 | …                                  |            |
| kostel svatého Jana Nepomuckého                     | kostel svatého Jana Nepomuckého                     | Kategorie „Pilgrimage Church of Saint John of Nepomuk“ na Wikimedia Commons                              | Žďár nad Sázavou                   | národní kulturní památka světové dědictví UNESCO | …                                  |            |
| kostel svatého Jiljí                                | kostel svatého Jiljí                                | Kategorie „Church of Saint Giles (Bory)“ na Wikimedia Commons                                            | Dolní Bory, Bory                   | kulturní památka                                 | …                                  |            |
| kostel svatého Jiljí                                | kostel svatého Jiljí                                | Kategorie „Church of Saint Giles (Ruda)“ na Wikimedia Commons                                            | Ruda                               | ne                                               | …                                  |            |
| kostel svaté Kateřiny                               | kostel svaté Kateřiny                               | Kategorie „Church of Saint Catherine (Herálec)“ na Wikimedia Commons                                     | Herálec                            | kulturní památka                                 | …                                  |            |
| kostel svatého Kříže                                | kostel svatého Kříže                                | Kategorie „Church of Holy Cross (Sněžné)“ na Wikimedia Commons                                           | Sněžné                             | kulturní památka                                 | …                                  |            |
| kostel svatého Kříže                                | kostel svatého Kříže                                | Kategorie „Hospital with church of Holy Cross (Velké Meziříčí)“ na Wikimedia Commons                     | Velké Meziříčí                     | kulturní památka                                 | …                                  |            |
| kostel svaté Kunhuty                                | kostel svaté Kunhuty                                | Kategorie „Kostel svaté Kunhuty (Nové Město na Moravě)“ na Wikimedia Commons                             | Nové Město na Moravě               | kulturní památka                                 | …                                  |            |
| kostel svaté Ludmily                                | kostel svaté Ludmily                                | Kategorie „Church of Saint Ludmila (Horní Libochová)“ na Wikimedia Commons                               | Horní Libochová                    | ne                                               | …                                  |            |
| kostel svatého Marka                                | kostel svatého Marka                                | Kategorie „Church of Saint Mark (Mostiště)“ na Wikimedia Commons                                         | Mostiště, Velké Meziříčí           | kulturní památka                                 | …                                  |            |
| kostel svaté Markéty                                | kostel svaté Markéty                                | Kategorie „Church of Saint Margaret (Dolní Bobrová)“ na Wikimedia Commons                                | Dolní Bobrová, Bobrová             | kulturní památka                                 | …                                  |            |
| kostel svaté Markéty                                | kostel svaté Markéty                                | Kategorie „Church of Saint Margaret (Prosetín)“ na Wikimedia Commons                                     | Prosetín                           | kulturní památka                                 | …                                  |            |
| kostel svatého Martina                              | kostel svatého Martina                              | Kategorie „Church of Saint Martin (Bory)“ na Wikimedia Commons                                           | Horní Bory, Bory                   | kulturní památka                                 | …                                  |            |
| kostel svatého Martina                              | kostel svatého Martina                              | Kategorie „Church of Saint Martin (Jámy)“ na Wikimedia Commons                                           | Jámy                               | ne                                               | …                                  |            |
| kostel svatého Martina                              | kostel svatého Martina                              | Kategorie „Church of Saint Martin (Rovečné)“ na Wikimedia Commons                                        | Rovečné                            | kulturní památka                                 | …                                  |            |
| kostel svatého Martina                              | kostel svatého Martina                              | Kategorie „Church of Saint Martin (Věžná)“ na Wikimedia Commons                                          | Věžná                              | kulturní památka                                 | …                                  |            |
| kostel svaté Maří Magdalény                         | kostel svaté Maří Magdalény                         | Kategorie „Church of Saint Mary Magdalene (Olešná)“ na Wikimedia Commons                                 | Olešná, Nové Město na Moravě       | kulturní památka                                 | …                                  |            |
| kostel svatého Matouše                              | kostel svatého Matouše                              | Kategorie „Church of Saint Matthew (Fryšava)“ na Wikimedia Commons                                       | Fryšava pod Žákovou horou          | kulturní památka                                 | …                                  |            |
| kostel svatého Michaela archanděla                  | kostel svatého Michaela archanděla                  | Kategorie „Church of Saint Nicholas (Vítochov)“ na Wikimedia Commons                                     | Vítochov, Bystřice nad Pernštejnem | kulturní památka                                 | …                                  |            |
| kostel svatého Mikuláše                             | kostel svatého Mikuláše                             | Kategorie „Church of Saint Nicholas (Heřmanov)“ na Wikimedia Commons                                     | Heřmanov                           | kulturní památka                                 | …                                  |            |
| kostel svatého Mikuláše                             | kostel svatého Mikuláše                             | Kategorie „Saint Nicholas church (Nížkov)“ na Wikimedia Commons                                          | Nížkov                             | kulturní památka                                 | …                                  |            |
| kostel svatého Mikuláše                             | kostel svatého Mikuláše                             | Kategorie „Church of Saint Nicholas (Velké Meziříčí)“ na Wikimedia Commons                               | Velké Meziříčí                     | kulturní památka                                 | …                                  |            |
| kostel svatého Ondřeje                              | kostel svatého Ondřeje                              | Kategorie „Church of Saint Andrew (Vojnův Městec)“ na Wikimedia Commons                                  | Vojnův Městec                      | kulturní památka                                 | …                                  |            |
| kostel svatého Petra a Pavla                        | kostel svatého Petra a Pavla                        | Kategorie „Kostel sv. Petra a Pavla (Horní Bobrová)“ na Wikimedia Commons                                | Horní Bobrová, Bobrová             | kulturní památka                                 | …                                  |            |
| kostel svatých Petra a Pavla                        | kostel svatých Petra a Pavla                        | Kategorie „Church of Saints Peter and Paul (Křoví)“ na Wikimedia Commons                                 | Křoví                              | kulturní památka                                 | …                                  |            |
| kostel svatého Petra a Pavla                        | kostel svatých Petra a Pavla                        | Kategorie „Church of Saints Peter and Paul (Štěpánov nad Svratkou)“ na Wikimedia Commons                 | Štěpánov nad Svratkou              | ne                                               | …                                  |            |
| kostel svatých Petra a Pavla                        | kostel svatých Petra a Pavla                        | Kategorie „Church of Saints Peter and Paul (Tasov)“ na Wikimedia Commons                                 | Tasov                              | kulturní památka                                 | …                                  |            |
| kostel svatého Prokopa                              | kostel svatého Prokopa                              | Kategorie „Church of Saint Procopius (Žďár nad Sázavou)“ na Wikimedia Commons                            | Žďár nad Sázavou                   | kulturní památka                                 | …                                  |            |
| kostel svatého Šimona a Judy                        | kostel svatého Šimona a Judy                        | Kategorie „Church of Saints Simon and Jude (Strážek)“ na Wikimedia Commons                               | Strážek                            | kulturní památka                                 | …                                  |            |
| kostel svatého Václava                              | kostel svatého Václava                              | Kategorie „Church of Saint Wenceslaus (Dolní Čepí)“ na Wikimedia Commons                                 | Dolní Čepí, Ujčov                  | kulturní památka                                 | …                                  |            |
| kostel svatého Václava                              | kostel svatého Václava                              | Kategorie „Saint Wenceslaus church in Krásné“ na Wikimedia Commons                                       | Krásné                             | kulturní památka                                 | …                                  |            |
| kostel svatého Václava                              | kostel svatého Václava                              | Kategorie „Church of Saint Wenceslaus (Křižanov)“ na Wikimedia Commons                                   | Křižanov                           | kulturní památka                                 | …                                  |            |
| kostel svatého Václava                              | kostel svatého Václava                              | Kategorie „Church of Saint Wenceslaus (Nové Veselí)“ na Wikimedia Commons                                | Nové Veselí                        | kulturní památka                                 | …                                  |            |
| kostel svatého Václava                              | kostel svatého Václava                              | Kategorie „Church of Saint Wenceslaus (Radešínská Svratka)“ na Wikimedia Commons                         | Radešínská Svratka                 | kulturní památka                                 | …                                  |            |
| kostel svatého Václava                              | kostel svatého Václava                              | Kategorie „Church of Saint Wenceslaus (Zvole)“ na Wikimedia Commons                                      | Zvole                              | kulturní památka                                 | …                                  |            |
| kostel svatého Vavřince                             | kostel svatého Vavřince                             | Kategorie „Church of Saint Lawrence (Bohdalov)“ na Wikimedia Commons                                     | Bohdalov                           | kulturní památka                                 | …                                  |            |
| kostel svatého Vavřince                             | kostel svatého Vavřince                             | Kategorie „Church of Saint Lawrence (Bystřice nad Pernštejnem)“ na Wikimedia Commons                     | Bystřice nad Pernštejnem           | kulturní památka                                 | …                                  |            |
| kostel svaté Zdislavy                               | kostel svaté Zdislavy                               | Kategorie „Church of Saint Zdislava of Lemberk (Lavičky)“ na Wikimedia Commons                           | Lavičky                            | ne                                               | …                                  |            |

### Kostely Českobratrské církve evangelické
| Název              | Obrázek                                    | Galerie Commons                                                                           | Místo                | Ochrana          | Popis                           | Souřadnice |
| ------------------ | ------------------------------------------ | ----------------------------------------------------------------------------------------- | -------------------- | ---------------- | ------------------------------- | ---------- |
| evangelický kostel | evangelický kostel v Blažkově              | Kategorie „Protestant church in Blažkov“ na Wikimedia Commons                             | Blažkov              | ne               | označován často jako modlitebna |            |
| evangelický kostel | evangelický kostel v Borovnici             | Kategorie „Evangelical church (Borovnice)“ na Wikimedia Commons                           | Borovnice            | ne               | …                               |            |
| evangelický kostel | evangelický kostel v Daňkovicích           | Kategorie „Evangelical church (Daňkovice)“ na Wikimedia Commons                           | Daňkovice            | kulturní památka | …                               |            |
| evangelický kostel | evangelický kostel v Jimramově             | Kategorie „Evangelical church (Jimramov)“ na Wikimedia Commons                            | Jimramov             | kulturní památka | …                               |            |
| evangelický kostel | evangelický kostel v Novém Městě na Moravě | Kategorie „Evangelical church (Nové Město na Moravě)“ na Wikimedia Commons                | Nové Město na Moravě | kulturní památka | …                               |            |
| evangelický kostel | evangelický kostel v Prosetíně             | Kategorie „Protestant church in Prosetín“ na Wikimedia Commons                            | Prosetín             | kulturní památka | …                               |            |
| evangelický kostel | evangelický kostel v Rovečném              | Kategorie „Evangelical church (Rovečné)“ na Wikimedia Commons                             | Rovečné              | kulturní památka | …                               |            |
| evangelický kostel | evangelický kostel v Sázavě                | Kategorie „Evangelical church in Sázava (Žďár nad Sázavou District)“ na Wikimedia Commons | Sázava               | kulturní památka | …                               |            |
| evangelický kostel | evangelický kostel ve Sněžném              | Kategorie „Evangelical church (Sněžné)“ na Wikimedia Commons                              | Sněžné               | kulturní památka | …                               |            |
| evangelický kostel | evangelický kostel ve Veselí               | Kategorie „Evangelical church (Veselí)“ na Wikimedia Commons                              | Veselí, Dalečín      | kulturní památka | …                               |            |

## Zaniklé kostely
- rotunda neznámého svěcení v Tasově
- kostel svatého Václava, Tasov